# 강민 (축구 선수)
강민(1989년 6월 7일 ~ )은 대한민국의 축구 선수이며 포지션은 수비수이다.

## 수상 내역
- 무학기 전국고교축구대회 수비상: 2004
- 한국고교축구연맹 상비군선발 및 해외 파견선수 선발전 수비상:2007